# インターナショナルF3リーグ

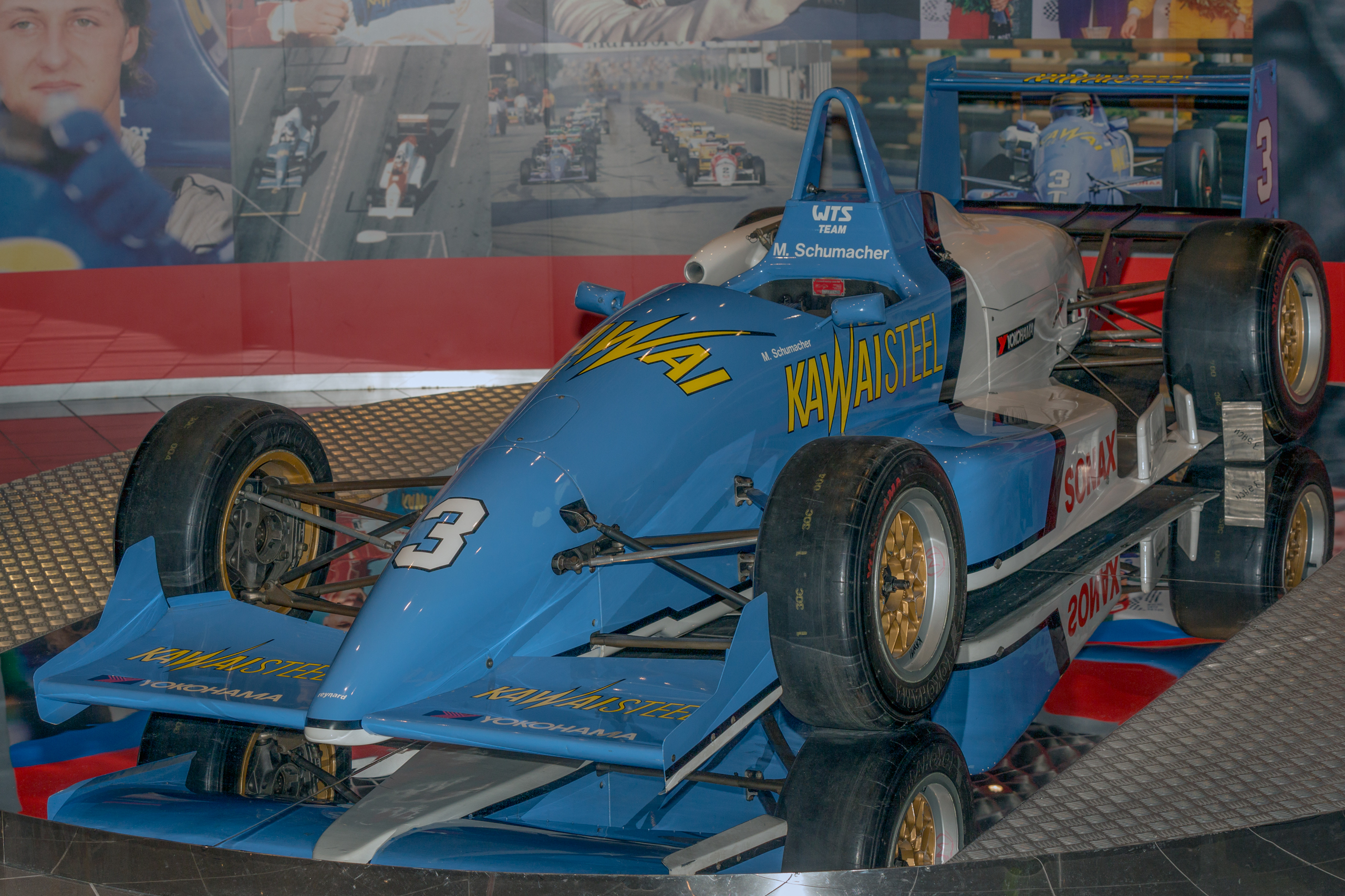
1990年度勝者のミハエル・シューマッハのレイナードF903・VW

ユーロ-マカオ-ジャパン チャレンジカップ インターナショナルF3リーグ（EURO-MACAU-JAPAN CHALLENGE CUP INTERNATIONAL F3 LEAGUE ）は、かつて存在したフォーミュラ3 (F3) の国際レース。通称「インターF3リーグ」。1990年から1993年まで日本の富士スピードウェイで計4回開催された。

## 概要
ヨーロッパ各国F3のヤングドライバー達が参戦するマカオグランプリから1週間後、マカオの市街地コースから富士の高速コースへと舞台を移し、全日本F3選手権の選手も交えて「F3世界一決定戦第2ラウンド」を行うという趣旨のもと発足した。インターTECと同じくビクトリー・サークルクラブ (VICIC) とフジテレビが共催し、決勝の模様はフジテレビ系列で録画放送された。また、全日本F3のシリーズスポンサーである松下電器産業（パナソニック）が冠スポンサーとなった。
大会初代ウィナーのミハエル・シューマッハを始めとして、のちにF1やCARTなどのトップカテゴリで名を成すドライバーが数多く参戦した。本大会に出走したジャック・ヴィルヌーヴ、エディ・アーバイン、ミカ・サロ、リカルド・リデル、ミハエル・クルム、ペドロ・デ・ラ・ロサらはこの大会参戦を契機に日本のレーシングチームとの接点が生まれ、全日本F3や全日本F3000に参戦することになる。
エントリー台数は多い時には60台以上に達し、富士名物のロングストレートを蛇行しながらスリップストリームを使い合い、コーナーでは数台が並んでブレーキング競争を仕掛けるという激しいバトルを展開した。また、トップスピードを稼ぐためにリアウィングを外すマシンが現れ、日本のレース関係者を驚かせた。大会のレベルは高かったが、各国のF3トップランカーの集結といえど当時の日本ではまだ一般的な知名度がない選手が中心のラインナップ、富士の裾野で気温が冷え込む11月末開催というハンディもあって観客動員は最高でも4万人程度に留まっていたこと、バブル崩壊直後の景気の冷え込みによる大会スポンサーの減少、それに伴い運営側による欧州チームの渡航費負担が困難となるなど要因が重なり、1993年の第4回大会を最後に終了した。

## 開催方式
- タイヤはブリヂストンのワンメイク（※マカオGPはヨコハマのワンメイク）。
- 海外選手はマカオGPの順位、全日本F3選手はその年のランキングをもとに、A組・B組に振り分ける。
- 決勝前日（土曜）に各組の予選を行い、決勝日（日曜）午前にそれぞれ15周の選抜トーナメントレースを行う。
- 各選抜レースの上位12名（計24名）は決勝進出が決定。12位以下の中から予選順位が上の3名（計6名）も救済され、24＋6=30名により20周の決勝レースが行われる。
- 各選抜レース1位のフィニッシュタイムを比較し、早い方の組がイン側（ポールポジション・3・5・7…）、遅い方の組がアウト側（2・4・6・8…）のグリッドに並ぶ。
- アクシデントにより赤旗中断となった場合は、2ヒートの合計タイムで順位を決定する。

## 大会勝者
| 回 | 決勝日         | ドライバー             | マシン               | 所属選手権 |
| -- | -------------- | ---------------------- | -------------------- | ---------- |
| 1  | 1990年12月2日  | ミハエル・シューマッハ | レイナードF903・VW   | ドイツF3   |
| 2  | 1991年12月1日  | ホルディ・ヘネ         | ラルトRT35・無限     | イギリスF3 |
| 3  | 1992年11月29日 | ロベルト・コルチアーゴ | ダラーラF392・オペル | イタリアF3 |
| 4  | 1993年11月28日 | トム・クリステンセン   | トムス033F・トヨタ   | 全日本F3   |

## 出場した主なドライバー
姓50音順。括弧内は獲得したシリーズタイトル、もしくはマカオGPやマスターズF3での優勝。その後F1経験者は（F1）と明記。
- ローレン・アイエロ
- エディ・アーバイン（F1）
- フィリップ・アダムス（F1）
- マルセル・アルバース
- マックス・アンジェレッリ（1992年イタリアF3）
- 石川朗
- 井上隆智穂（F1）
- ラッセル・インガル
- ミッケ・ヴァン・ホール
- マルコ・ヴェルナー
- ジャック・ヴィルヌーヴ（F1）
- フレドリック・エグブロム
- エリック・エラリー（1990年フランスF3）
- パウロ・カーカッシ（1991年全日本F3）
- 影山正美
- 粕谷俊二
- 金石勝智
- トム・クリステンセン（1991年ドイツF3、1993年全日本F3）
- デビッド・クルサード（1991年マスターズF3、1991年マカオGP）（F1）
- ミハエル・クルム
- エマニュエル・クレリコ
- 黒澤琢弥
- ロベルト・コルチアゴ（1990年イタリアF3）
- 近藤真彦
- 佐藤浩二
- アレッサンドロ・ザナルディ（F1）
- ミカ・サロ（F1）
- マウリツィオ・サンドロ・サーラ
- ミハエル・シューマッハ（1990年ドイツF3、1990年マカオGP）（F1）
- フランコ・スカピーニ（フランス語版）
- ドメニコ・スキャッタレーラ（F1）
- アンドリュー・ギルバート＝スコット
- ポール・スチュワート
- ヴィンセンツォ・ソスピリ（F1）
- 高木虎之介（F1）
- 高村一明
- 田中哲也
- 田中実
- クリストフ・タンソー
- エリック・チェリ
- ジョー・ツェラー
- 土屋圭市
- リチャード・ディーン
- オリビエ・テブナン
- ペドロ・デ・ラ・ロサ（F1）
- ジル・ド・フェラン（1992年イギリスF3）
- 中川隆正

- 中野信治（F1）
- 西垣内正義
- 野田英樹（F1）
- ケルビン・バート（1993年イギリスF3）
- ミカ・ハッキネン（1990年イギリスF3）（F1）
- 服部茂章
- 服部尚貴（1990年全日本F3）（F1）
- ルカ・バドエル（F1）
- オリビエ・パニス（F1）
- マッシミリアーノ・パピス（F1）
- ルーベンス・バリチェロ（1991年イギリスF3）（F1）
- クラウス・パンチェルズ
- フィリップ・ピーター
- 桧井保孝
- ウォーレン・ヒューズ
- ジャンカルロ・フィジケラ（F1）
- クリスチャン・フィッティパルディ（1991年国際F3000）（F1）
- ジャン＝クリストフ・ブイヨン（F1）
- ジャンバティスタ・ブージ（1991年イタリアF3）
- クリストフ・ブシュー（1991年フランスF3）
- 藤永敬道
- クリスチャン・ペスカトリ（1993年イタリアF3）
- ジョルディ・ジェネ
- オリビエ・ベレッタ（F1）
- ジェローム・ポリカン
- サッシャ・マーセン
- マウロ・マルティニ
- 光貞秀俊
- イヴァン・ミュラー
- ヨルグ・ミュラー（1993年マカオGP）
- 本山哲
- 山田英二
- 山本勝巳
- 横島久
- フランク・ラゴルス（1992年フランスF3）（F1）
- ペドロ・ラミー（1992年ドイツF3、1992年マスターズF3）（F1）
- ガレス・リース
- リカルド・リデル（1992年マカオGP）
- アンソニー・レイド（1992年全日本F3）
- オットー・レンシング
- リカルド・ロセット（F1）
- ビクトル・ロッソ
- スティーブ・ロバートソン
- 和田久

## エピソード
- 第1回（1990年）は前週のマカオGPで優勝争いの果てに接触したミハエル・シューマッハとミカ・ハッキネンの再戦として注目された（参照）。シューマッハは選抜レースA組1位、決勝優勝と活躍したが、ハッキネンは選抜レースB組でクラッシュに巻き込まれて0周リタイアに終わり、決勝進出もならなかった。
- 第1回の選抜レースB組1位、決勝の序盤でシューマッハとトップ争いを演じたスティーブ・ロバートソンは、レーサーを引退後にキミ・ライコネンのマネージャーとなる[5]。ライコネンはシューマッハの後釜として2007年にフェラーリに加入した。
- 1991年は全日本F3000第8戦決勝が台風の影響で延期となり、第2回インターF3リーグの予選日（11月30日）に振り替え開催となった。この時の観客数37,200人[6]がインターF3リーグの最多入場記録となった。